# Night Slashers
Night Slashers (ナイトスラッシャーズ?) è un videogioco di tipo picchiaduro a scorrimento sviluppato e pubblicato nel 1993 dalla Data East. Conformato agli standard dei picchiaduro a scorrimento del tempo (si possono citare come esempi Final Fight e Cadillacs and Dinosaurs della Capcom) il gioco si fa notare per l'ambientazione e la storyline, chiaramente ispirate a opere di genere horror, gotico, noir e splatter; non è da considerarsi il primo videogioco di tale genere a trattare tali tematiche, essendo preceduto da titoli come Splatterhouse della Namco.
Notevoli anche gli effetti gore con sangue ed interiora dei nemici in vista sia durante il gioco che nelle scene grafiche presenti tra un livello e l'altro, benché molti di questi elementi siano stati censurati nella versione per il mercato estero: in quest'ultima il sangue è verde e le scene di fine livello sono state totalmente eliminate, inoltre alla freccia recante la scritta "Go!" che esorta il giocatore ad avanzare nel livello è stato tolto il secondo frame, che presenta la scritta "To Hell" in sangue.

## Trama
Due portali che collegano il mondo reale con il Regno dell'Oscurità (sorta di stargate), sono stati aperti  e a distanza di tre mesi dall'accaduto la popolazione del pianeta Terra è stata quasi interamente massacrata da un'orda di creature malefiche come zombie, vamipiri e licantropi.
Quando tutto sembra ormai perduto, a protezione dei sopravvissuti intervengono tre eroi provenienti da tre diversi continenti, pronti a combattere l'esercito del male e a sigillare i portali.

## Modalità di gioco
Il gameplay di Night Slashers è uno stereotipo per i picchiaduro a scorrimento del tempo: come in Cadillacs and Dinosaurs combinando il controllo direzionale, il pulsante di attacco ed il pulsante di salto è possibile effettuare combo di colpi, attacchi in salto, tecniche di presa, attacchi in corsa e il classico attacco speciale che, se eseguito con successo, sottrae energia anche al giocatore.
Una piccola innovazione apportata dal gioco è la presenza di un terzo pulsante grazie al quale è possibile effettuare un'ulteriore tecnica speciale ancora più potente, in quanto colpisce tutti gli avversari presenti a video, e che toglie ancor più energia al protagonista.

### Personaggi selezionabili
- Jake White (Hunter nel remake)

Cacciatore di mostri dal continente americano, è un appassionato di casinò con un futuro da investigatore privato a Chicago.
Soprannominato "il cyborg sensitivo", Jake ha un paio di protesi cibernetiche al posto di entrambe le braccia, nelle quali sono incorporate anche armi da fuoco.
È un guerriero più orientato verso la potenza a scapito dell'agilità.
- Cristopher Smith

È il più famoso cacciatore di vampiri d'Europa.
Abilissimo nelle arti marziali, mescola sia tecniche occidentali che orientali: infatti il suo stile sembra ispirato da tecniche quali la kickboxing ed il muay thai con alcune tecniche in prestito dal wrestling, come la DDT.
Al termine della propria combo di colpi attacca il nemico esponendo un crocifisso, che nella versione occidentale è stato sostituito da una sfera di cristallo.
Rappresenta un buon equilibrio tra velocità e forza.
- Hong-Hua Zhao

Abilissima lottatrice asiatica, esperta nelle arti marziali cinesi, è abile anche nel neutralizzare la magia nera. Ha una sorella minore, Pai-Ren, anch'essa interessata a combattere i mostri.
Combattendo fa spesso uso di ofuda, grazie ai quali nella storyline sigilla i portali per il Regno dell'Oscurità.
È il personaggio selezionabile più veloce e più debole del gioco.
Night Slashers: Remake
- Liu Feilin

È un personaggio giocabile solo nel remake del 2024.

### Livelli
- "L'ospedale"

Il primo livello consiste nel liberare un ospedale infestato da zombie e mutanti, dove si svolgono esperimenti di trasformazione dei sopravvissuti in morti viventi.
Il boss di metà livello è la rappresentazione marziale di uno scienziato pazzo, armato di bisturi.
Il boss di fine livello è un energumeno chiaramente ispirato al mostro di Frankenstein.
Sconfitto il mostro sopracitato, in una sequenza si vedrà il vampiro capo, ispirato alla figura del Conte Dracula, che sfida i protagonisti a seguirlo verso il suo castello.
- "Il bosco"

Nella strada verso il castello del vampiro i protagonisti devono passare in un bosco che pullula di lupi mannari.
In una fase del livello il gameplay cambia con il giocatore in continua fase di corsa nell'inseguire la carrozza del vampiro in fuga, durante la quale dovrà colpire una serie di nemici che appariranno nello schermo ed eliminabili in un sol colpo, caratteristica dei giochi sparatutto.
Il boss di metà livello è formato da una coppia di nemici: Andre Toulon, che tiene in una mano un campanello e nell'altra un'arma a lunga gittata, e una marionetta di legno di dimensioni umane, che sembra ispirata a film horror come Incubi notturni e Magic - Magia.
Il boss di fine livello è un golem di pietra, e lo si affronta in un cimitero.
Usciti dal bosco i protagonisti avvistano il castello, sopraelevato su una cima.
- "Il castello"

Il livello è ambientato all'interno del castello del vampiro che i protagonisti hanno inseguito, una struttura che architettonicamente richiama elementi gotici e tipici dell'Europa medievale.
Il boss di metà livello è un guerriero posseduto da un demone in grado anche di controllare l'armatura: impugna una spada a due mani.
Il boss finale è proprio il capo dei vampiri, ed una volta eliminato afferma che gli eroi non riusciranno mai a sigillare i portali.
- "La piramide Maya"

Il primo portale si trova sulla parte esterna di una Piramide Maya.
Il boss di fine livello è formato da due creature con maschere ed abbigliamento che richiamano lo stile delle civiltà precolombiane, e che in parte ricordano anche l'alieno del film Predator.
Sconfitti anche questi nermico, Hong-Hua sigillerà il portale con i suoi ofuda.
- "L'aereo"

I tre cacciatori sono in rotta verso l'isola dove si trova il secondo portale, ma durante il volo vengono attaccati da altri morti viventi.
Il boss di fine livello è la mummia di un faraone che, come molti altri boss del gioco, se la cava nelle arti marziali.
Disinfestato l'aereo si atterra sull'isola che nasconde una base segreta.
- "La base segreta"

L'ambientazione è particolare ed agli antipodi rispetto alla fase iniziale del gioco: ci troviamo infatti in una base ultra-tecnologica.
Il boss di fine livello è la classica rappresentazione della Morte con mantello e falce.
Sconfitto anche questo nemico gli eroi sono ad un passo dall'ultimo portale.
- "Lo scontro finale"

L'ultimo livello vede il giocatore opposto al boss finale del gioco, tale Re Zarutz, creatura eterna che da millenni domina le bestie e gli uomini; il suo aspetto è quello di un androide.
Eliminato il nemico finale il protagonista sarà costretto a fuggire dalla base in fiamme; distrutta la base tutti i mostri presenti sul pianeta si dissolvono.
Il finale è differente a seconda del personaggio utilizzato.

## Colonna sonora
Il 17 dicembre 1993 la Pony Canyon / Scitron pubblicò un'edizione limitata della colonna sonora del gioco, presente in Night Slashers, Flower Busters. I temi musicali si devono a Tatsuya Kiuchi e Tomoyoshi Sato.

## Remake
Night Slashers: Remake, lo sviluppo di questo remake è stato annunciato il 12 settembre 2021 dalla software house Forever Entertainment, la pubblicazione è pianificata al 26 settembre 2024 per i dispositivi PC, Nintendo Switch, PlayStation 4 e Xbox Series.